# Gien-sur-Cure
Gien-sur-Cure és un municipi francès, situat al departament del Nièvre i a la regió de Borgonya - Franc Comtat. L'any 2007 tenia 112 habitants.

## Demografia

### Població
El 2007 la població de fet de Gien-sur-Cure era de 112 persones. Hi havia 48 famílies, de les quals 16 eren unipersonals (4 homes vivint sols i 12 dones vivint soles), 24 parelles sense fills i 8 parelles amb fills.
La població ha evolucionat segons el següent gràfic:
Habitants censats

### Habitatges
El 2007 hi havia 108 habitatges, 52 eren l'habitatge principal de la família, 47 eren segones residències i 10 estaven desocupats. 103 eren cases i 3 eren apartaments. Dels 52 habitatges principals, 41 estaven ocupats pels seus propietaris, 6 estaven llogats i ocupats pels llogaters i 5 estaven cedits a títol gratuït; 3 tenien una cambra, 3 en tenien dues, 15 en tenien tres, 16 en tenien quatre i 15 en tenien cinc o més. 35 habitatges disposaven pel capbaix d'una plaça de pàrquing. A 33 habitatges hi havia un automòbil i a 14 n'hi havia dos o més.

### Piràmide de població
La piràmide de població per edats i sexe el 2009 era:
| Homes | Edats   | Dones |
| ----- | ------- | ----- |
| 0     | 95 o +  | 0     |
| 0     | 90 a 94 | 0     |
| 0     | 85 a 89 | 0     |
| 4     | 80 a 84 | 4     |
| 8     | 75 a 79 | 16    |
| 12    | 70 a 74 | 8     |
| 12    | 65 a 69 | 12    |
| 16    | 60 a 64 | 12    |
| 16    | 55 a 59 | 16    |
| 32    | 50 a 54 | 44    |
| 28    | 45 a 49 | 28    |
| 44    | 40 a 44 | 20    |
| 24    | 35 a 39 | 48    |
| 28    | 30 a 34 | 16    |
| 4     | 25 a 29 | 8     |
| 4     | 20 a 24 | 20    |
| 20    | 15 a 19 | 32    |
| 24    | 10 a 14 | 28    |
| 8     | 5 a 9   | 32    |
| 12    | 0 a 4   | 12    |

## Economia
El 2007 la població en edat de treballar era de 65 persones, 44 eren actives i 21 eren inactives. De les 44 persones actives 32 estaven ocupades (19 homes i 13 dones) i 12 estaven aturades (6 homes i 6 dones). De les 21 persones inactives 9 estaven jubilades, 7 estaven estudiant i 5 estaven classificades com a «altres inactius».

### Ingressos
El 2009 a Gien-sur-Cure hi havia 45 unitats fiscals que integraven 95 persones, la mediana anual d'ingressos fiscals per persona era de 10.187 €.

### Activitats econòmiques
Dels 4 establiments que hi havia el 2007, 1 era d'una empresa de construcció, 1 d'una empresa de comerç i reparació d'automòbils i 2 d'empreses de serveis.
L'any 2000 a Gien-sur-Cure hi havia 10 explotacions agrícoles que ocupaven un total de 275 hectàrees.

## Poblacions més properes
El següent diagrama mostra les poblacions més properes.